# فهرست استان‌های تونس به ترتیب جمعیت
فهرست استان‌های تونس به ترتیب جمعیت فهرستی از استان‌های تونس است که به ترتیب فزونی جمعیت در جدول زیر قرار گرفته‌اند. در آوریل ۲۰۱۴، تونس با داشتن جمعیتی بالع بر ۱۰٬۹۸۲٬۷۵۴ هفتاد و نهمیم کشور پرجمعیت جهان بود.
| ردیف | نام        | جمعیت   | تراکم |
| ---- | ---------- | ------- | ----- |
| ۱    | تونس       | ۹۹۰٬۱۰۰ | ۲۸۵۲  |
| ۲    | صفاقس      | ۹۰۴٬۹۰۰ | ۱۱۶   |
| ۳    | نابل       | ۷۲۳٬۸۰۰ | ۲۵۳   |
| ۴    | سوسه       | ۵۷۹٬۲۰۰ | ۲۰۹   |
| ۵    | قیروان     | ۵۵۱٬۹۰۰ | ۸۲    |
| ۶    | بن عروس    | ۵۴۲٬۷۰۰ | ۶۸۴   |
| ۷    | بنزرت      | ۵۳۶٬۲۰۰ | ۱۴۴   |
| ۸    | منستیر     | ۴۹۴٬۹۰۰ | ۴۵۸   |
| ۹    | اریانه     | ۴۵۹٬۲۰۰ | ۹۰۵   |
| ۱۰   | مدنین      | ۴۴۳٬۷۰۰ | ۵۱    |
| ۱۱   | قصرین      | ۴۲۲٬۹۰۰ | ۵۱٫۵  |
| ۱۲   | جندوبه     | ۴۲۰٬۴۰۰ | ۱۳۵   |
| ۱۳   | سیدی بوزید | ۴۰۳٬۵۰۰ | ۵۷    |
| ۱۴   | مهدیه      | ۳۸۶٬۶۰۰ | ۱۲۹   |
| ۱۵   | منوبه      | ۳۵۲٬۴۰۰ | ۳۰۱   |
| ۱۶   | قابس       | ۳۵۱٬۵۰۰ | ۴۹    |
| ۱۷   | قفصه       | ۳۲۹٬۸۰۰ | ۳۷    |
| ۱۸   | باجه       | ۳۰۳٬۲۰۰ | ۸۶    |
| ۱۹   | کاف        | ۲۵۷٬۳۰۰ | ۵۲    |
| ۲۰   | سلیانه     | ۲۳۳٬۳۰۰ | ۵۱    |
| ۲۱   | زغوان      | ۱۶۸٬۱۰۰ | ۶۰    |
| ۲۲   | قبلی       | ۱۴۶٬۵۰۰ | ۷     |
| ۲۳   | تطاوین     | ۱۴۴٬۲۰۰ | ۴     |
| ۲۴   | توزر       | ۱۰۰٬۳۰۰ | ۲۱    |